# Pseudonacaduba sichela
Pseudonacaduba sichela är en fjärilsart som beskrevs av Hans Daniel Johan Wallengren 1857. Pseudonacaduba sichela ingår i släktet Pseudonacaduba och familjen juvelvingar. Inga underarter finns listade.